# Muhlenbergia ramosa
Muhlenbergia ramosa är en gräsart som först beskrevs av Eduard Hackel, och fick sitt nu gällande namn av Tomitaro Makino. Muhlenbergia ramosa ingår i släktet muhlygräs, och familjen gräs. Inga underarter finns listade i Catalogue of Life.